# ستاتيرا الثانية
ستاتيرا الثانية (باليونانية: Στάτειρα توفيت 323 ق.م) ومن المحتمل أنها كانت تعرف بـ«بارسين»، هي ابنة داريوس الثالث آخر ملوك الأخمينيين في فارس من زوجته ستاتيرا الأولى. بعد هزيمة داريوس الثالث أمام الاسكندر الاكبر في معركة إسوس وهروبه من ساحة المعركة تاركاً أسرته وأمواله، أصبحت ستاتيرا وأخواتها أسيرات بيد الاسكندر، لكنه عاملهن معاملة جيدة. أصبحت ستاتيرا زوجة للاسكندر وذلك في حفلات زفاف سوسة سنة 324 ق.م، وفي هذا الحفل ذاته تزوج الاسكندر من قريبتها باريساتيس ابنة الملك أردشير الثالث الأخميني. بعد وفاة الاسكندر الاكبر سنة 323 ق.م قُتلت ستاتيرا الثانية على يد روكسانا الزوجة الأولى للاسكندر.

## إسمها
هناك جدل من قبل المؤرخين والباحثين حول اسمها، ففي قائمة الزيجات في حفلات زفاف سوسة يذكر المؤرخ الإغريقي آريانوس بأن اسمها «بارسين». هناك خلط شائع مع «بارسين» أخرى تم أسرها من قبل الاسكندر في نفس الفترة. اما المؤرخ ويليام وودثورب فيؤكد بان اسمها الرسمي هو «بارسين» لكن الاسم الشائع الذي كان يطلق عليها هو «ستاتيرا». وقد أشار المؤرخ السير ويليام تارن إلى نماذج أخرى من الخلط، فمع نهاية القرن الثالث قبل الميلاد كانت الاسطورة غالباً ما تخلط بين روكسانا وستاتيرا من حيث كونها ابنة داريوس الثالث.

## نشأتها
ستاتيرا الثانية هي الابنة الكبرى للملك الأخميني داريوس الثالث من زوجته التي تحمل نفس الاسم ستاتيرا الأولى،  كان والداها يوصفان بالوسامة والجمال، وهذا ما دعى تارن إلى التكهن بأن ستاتيرا كانت جميلة. تاريخ ميلادها غير معلوم، لكنها كانت بحلول سنة 333 ق.م في سن الزواج. عندما غزا الاسكندر الاكبر فارس كانت ستاتيرا مع عائلتها يرافقون جيش والدها داريوس الثالث. في نوفمبر 333 ق.م دَحر جيش الاسكندر قوات داريوس في معركة إسوس. هرب داريوس تاركاً عائلته في قبضة جيش الاسكندر. على الرغم من أن الكثير من النساء الفارسيات الأسيرات قد عوملن بوحشية، الا ان الاسكندر امر بأن تُعامَل ستاتيرا وأمها وشقيقتها دريبيتيس وشقيقها الأصغر وجدتها سيسيقمبيز معاملة جيدة، وأن يحافظوا على موقعهم الاجتماعي. 

## زواجها من الاسكندر الأكبر

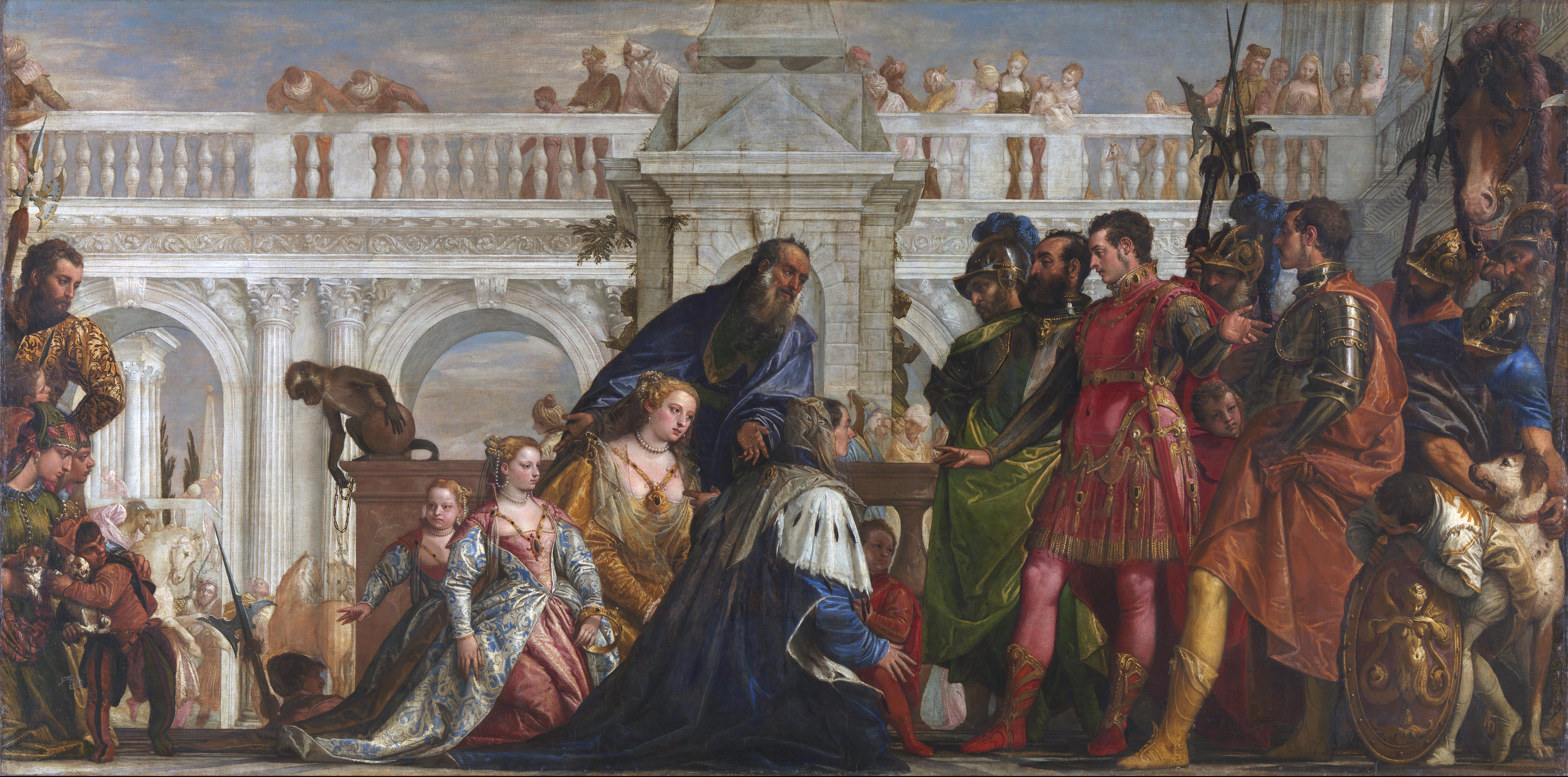
أسرة داريوس الثالث بين يدي الاسكندر الاكبر بعد أَسرِهم. لوحة لرسام عصر النهضة الإيطالي باولو فيرونيزي 1570

في السنتين التاليتين رافقت ستاتيرا الثانية وعائلتها جيش الاسكندر في حملاته. توفيت والدتها بين عامي 333 ق . م و 331 ق . م تاركة الجدة سيسيقمبيز لرعاية ابنتها وعائلتها.  وعلى الرغم من محاولات داريوس الثالث فداء عائلته الأسيرة إلّا أن الإسكندر رفض إطلاق سراح النساء. عندها عرض داريوس يد ابنته ستاتيرا على الاسكندر للزواج بها وأن يتنازل عن مطالبته في بعض الأراضي التي سيطر عليها الاسكندر لإنهاء الحرب. لكن الاسكندر رفض هذا العرض. مذكراً داريوس بأن أراضيه وابنته تحت يده، وأنه إن أراد الزواج من ستاتيرا فلن تكون هناك حاجة لإذن داريوس. 
في سنة 330 ق . م ترك الإسكندر ستاتيرا الثانية وعائلتها في سوسة بعد أن وجّه أوامره بوجوب تعليمها اللغة الإغريقية. المؤرخة اليزابيث دونيللي كارني تعتقد بأن الاسكندر كان قد قرر بالفعل الزواج من ستاتيرا وأنه كان يهيأها لتكون زوجة له. 
أصبحت ستاتيرا الزوجة الثانية للإسكندر الأكبر في سنة 324 ق. م، أي بعد قرابة عشر سنوات من أَسرها، في حفل زفاف جماعي عُرف باسم حفلات زفاف سوسة والذي استمر خمسة أيام. حيث تزوجت تسعون امرأة فارسية نبيلة من قادة مقدونيون موالون للاسكندر، من ضمنهن دريبيتيس شقيقة ستاتيرا والتي تزوجت من هيفايستيون الصديق المقرب للاسكندر. وفي نفس الحفل تزوج الاسكندر من باريساتيس ابنة الملك السابق أردشير الثالث الأخميني.  لقد كان من الشائع بين الحكام الفاتحين الزواج من أرملة أو ابنة الرجل الذي هزموه وخلعوه عن العرش.  بهذه الزيجتين عزز الإسكندر الأكبر روابطه بكلا فرعي الأسرة الملكية الأخمينية. 
توفي الإسكندر الأكبر في السنة التالية 323 ق.م. بعد وفاته، تآمرت زوجته الأولى روكسانا مع القائد بيرديكاس لقتل ستاتيرا الثانية، اذ كانت ترغب بتدعيم موقعها وموقع ابنها الإسكندر الرابع المقدوني من خلال التخلص من منافس مثل ستاتيرا من الممكن أن تكون أو تدّعي بأنها حامل. وفقاً لرواية فلوطرخس فإن دريبيتيس شقيقة ستاتيرا قد قُتلت في نفس الوقت، أما المؤرخة كارني فترى بان فلوطرخس قد أخطأ وأن التي قُتلت مع ستاتيرا هي باريساتيس. 

## تجسيدها فنياً

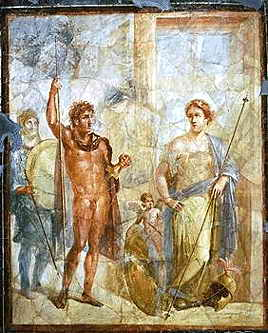
لوحة جدارية في بومبي تُظهر الاسكندر الاكبر وستاتيرا الثانية

يمكن أن تكون ستاتيرا قد رُسمت ضمن تصوير جصي عُثر عليه خلال التنقيب في مدينة بومبي. اللوحة تُظهر محارباً عارياً يرتدي عباءة مقدونية أرجوانية يحُتمل أن يكون الاسكندر الاكبر، وعلى يساره تقف امرأة ترتدي تاجاً وتحمل في يدها صولجان. وقد اختلف الباحثون فيما إذا كانت هذه المرأة هي ستاتيرا الثانية أو روكسانا.
في سنة 2004 عرض فيلم الكسندر من إخراج أوليفر ستون، وتم تجسيد شخصية ستاتيرا من قبل الممثلة الفرنسية أنيليس هيسمي.
الممثلة التلفزيونية الهندية ريا ديبسي جسدت شخصية ستاتيرا الثانية عام 2017 في المسلسل التلفزيوني الهندي بوروس حيث حملت اسم «بارسين».